# Jared Bednar
Jared Bednar, född 28 februari 1972, är en kanadensisk professionell ishockeytränare och före detta spelare. Han är för närvarande huvudtränare för Colorado Avalanche i NHL.

## Spelarkarriär
Bednar spelade juniorhockey med WHL-lagen Saskatoon Blades, Spokane Cheifs, Medicine Hat Tigers och Prince Albert Raiders, från 1990 till 1993 med sammanlagt 152 matcher och 520 utvisningsminuter och beskrev sig själv som en fysisk spelare. Efter att ej blivit draftad av något NHL-lag, gjorde Bednar sin debut för Huntington Blizzard i ECHL. Han spelade tre säsonger och säsongen 1994-1995 noterades han för karriärbästa 45 poäng på 64 matcher.
Bednar gick till South Carolina Stingrays halvvägs in i säsongen 1995-96, och noterades för 24 poäng och 126 utvisningsminuter under sina första 39 matcher. Från 1995 till 1998 spelade han för det mesta med Stingrays med några små inhopp till AHL-lagen St. John's Maple Leafs och Rochester Americans. Säsongen 1998-1999 spelade han med Grand Rapids Griffins i International Hockey League (IHL) och fick ihop 21 poäng och 220 utvisningsminuter på 71 matcher med Griffins. Bednar återanslöt sig till Stingrays inför säsongen 1999-2000 och spelade två till säsonger med Rays. Efter säsongen 2001-2002 valde han att avsluta spelarkarriären.

## Tränarkarriär
Efter sin avslutade spelarkarriär blev Bednar assisterande tränare för Stingrays från 2002 till 2007. Efter att huvudtränaren Jason Fitzsimmons dragit sig tillbaka, befordrades Bednar till jobbet. Det blev succé och säsongen 2008-2009 vann Stringrays Kelly Cup, vilket var Bednars första framgång under sin tränarkarriär.
Efter ha säkrat cupen valde Bednar att tacka för sig i Stringrays och blev istället assisterande tränare för Abbotsford Heat i AHL säsongen 2009-2010. Han var även huvudtränare för Peoria Rivermen från 2010 till 2012.
Columbus Blue Jackets anställde Bednar som assisterande tränare för deras samarbetspartner, AHL-laget, Springfield Falcons, säsongen 2012-2013. Efter att Blue Jackets bytt farmarlag till Lake Erie Monsters säsongen 2015-2016 blev Bednar huvudtränare och laget vann Calder Cup samma säsong.
25 augusti det blev officiellt att Bednar blir huvudtränare för Colorado Avalanche i NHL.

## Statistik

### Klubbkarriär
| 1990–91     | Saskatoon Blades         | WHL         | 28  | 1  | 5   | 6   | 30   | —  | — | —  | —  | —   |
| 1991–92     | Spokane Chiefs           | WHL         | 62  | 7  | 17  | 24  | 200  | 7  | 2 | 1  | 3  | 9   |
| 1992–93     | Spokane Chiefs           | WHL         | 16  | 2  | 14  | 16  | 62   | —  | — | —  | —  | —   |
| 1992–93     | Medicine Hat Tigers      | WHL         | 9   | 1  | 4   | 5   | 20   | —  | — | —  | —  | —   |
| 1992–93     | Prince Albert Raiders    | WHL         | 37  | 6  | 16  | 22  | 56   | —  | — | —  | —  | —   |
| 1993–94     | Huntington Blizzard      | ECHL        | 66  | 8  | 11  | 19  | 115  | —  | — | —  | —  | —   |
| 1994–95     | Huntington Blizzard      | ECHL        | 64  | 9  | 36  | 45  | 211  | 2  | 0 | 2  | 2  | 4   |
| 1995–96     | Huntington Blizzard      | ECHL        | 25  | 4  | 10  | 14  | 90   | —  | — | —  | —  | —   |
| 1995–96     | South Carolina Stingrays | ECHL        | 39  | 2  | 22  | 24  | 126  | 8  | 0 | 0  | 0  | 26  |
| 1996–97     | St. John's Maple Leafs   | AHL         | 55  | 1  | 2   | 3   | 151  | —  | — | —  | —  | —   |
| 1996–97     | South Carolina Stingrays | ECHL        | 15  | 1  | 2   | 3   | 28   | 15 | 1 | 4  | 5  | 59  |
| 1997–98     | Rochester Americans      | AHL         | 19  | 0  | 2   | 2   | 49   | —  | — | —  | —  | —   |
| 1997–98     | South Carolina Stingrays | ECHL        | 36  | 4  | 4   | 8   | 126  | 5  | 1 | 2  | 3  | 17  |
| 1998–99     | Grand Rapids Griffins    | IHL         | 74  | 3  | 18  | 21  | 220  | —  | — | —  | —  | —   |
| 1999–00     | South Carolina Stingrays | ECHL        | 61  | 4  | 13  | 17  | 214  | 10 | 0 | 2  | 2  | 25  |
| 1999–00     | Rochester Americans      | AHL         | —   | —  | —   | —   | —    | 1  | 0 | 0  | 0  | 0   |
| 2000–01     | South Carolina Stingrays | ECHL        | 57  | 6  | 9   | 15  | 155  | 15 | 0 | 5  | 5  | 24  |
| 2001–02     | South Carolina Stingrays | ECHL        | 71  | 5  | 23  | 28  | 145  | 1  | 0 | 0  | 0  | 2   |
| ECHL totalt | ECHL totalt              | ECHL totalt | 434 | 61 | 130 | 191 | 1210 | 46 | 2 | 15 | 15 | 157 |
| IHL totalt  | IHL totalt               | IHL totalt  | 74  | 3  | 18  | 21  | 220  | —  | — | —  | —  | —   |
| AHL totalt  | AHL totalt               | AHL totalt  | 74  | 1  | 4   | 5   | 200  | 1  | 0 | 0  | 0  | 0   |